# Thomas Frith
Thomas Frith BD (1569 - 9 de março de 1631) foi um cónego de Windsor de 1610 a 1631.

## Carreira
Ele foi educado em Magdalen Hall, Oxford e All Souls College, Oxford e formou-se MA em 1594 e BD em 1604.
Ele foi nomeado:
- Reitor de Elmley, Kent

Ele foi nomeado para a sexta bancada na Capela de São Jorge, Castelo de Windsor em 1610 e ocupou a canonaria até 1631.